# Argišti II.
Argišti II. je bil od leta 714 pr. n. št. do 685 pr. n. št. kralj Urartuja, * ni znano,  † 685 pr. n. št.
Bil je nasledniki svojega očeta, kralja Rusa I. Med urartsko-asirsko vojno je vodil več urartskih protiofenziv proti asirskim napadalcem. Njegove sile so Asirce pregnale čez predvojno asirsko-urartsko mejo  globoko v osrčje Asirije, ponovno osvojile večja mesta okoli jezera Urmia, vključno z Mušaširjem, Ušnujem in Tepejem, ter osvojile ozemlje vse do mesta Nemrut na jugu. Argištijeve zmage so prisilile Asirce, da so sprejeli dolgotrajni mir in prepustili Urartuju velika dela ozemlja severno od Tigrisa. Za preostanek Argištijeve dolgotrajne vladavine je bila značilna "zlata doba" - obdobje dolgotrajnega miru in gospodarskega razcveta, ki se je nadaljevalo v vladavinah dveh njegovih naslednikov, njegovega sina Ruse II. in njegovega vnuka Sardurija III.
Napisi v iranskem Azerbajdžanu kažejo, da je Argišti razširil svoj vpliv tudi proti vzhodu.